# Santa (película de 1932)
Santa es una película mexicana de melodrama de 1932, dirigida por Antonio Moreno y basada en la novela homónima de Federico Gamboa. Si bien se considera la primera cinta sonora realizada en el país, la primera fue el cortometraje sonoro El inocente (1929), con las actuaciones de Emilio Tuero y Adela Sequeyro; El águila y el nopal (1930), del director Miguel Contreras Torres, fue la segunda, y posteriormente, Más fuerte que el deber (1931), de Rafael Sevilla, ambas en sistemas de discos (Vitaphone). Sin embargo, las técnicas utilizadas antes de Santa las filmaron en rollos sin sonido y al momento de proyectarse se sincronizaron con discos Vitaphone que contenían la pista sonora y las hacía difíciles de sincronizar. México fue el primer país de América Latina y habla hispana en filmar un largometraje sonoro con el sistema óptico Rodríguez Sound Recording System, el sistema sonoro mexicano, de Joselito Rodríguez.
La cinta se filmó en Chimalistac, lugar donde transcurre la novela, y se estrenó en la Ciudad de México el 30 de marzo de 1932.

## Sinopsis
Santa (Lupita Tovar) es una mujer humilde y de una belleza inusual que vive en Chimalistac, un poblado al sur y a las afueras de la Ciudad de México de los años 1930s. Su gran belleza hace que los hombres se fijen en ella, y así ocurre con Marcelino (Donald Reed), un soldado que la engaña y después la abandona. Santa se encuentra sola, pues debido a las tropelías de Marcelino su familia la rechaza y es expulsada de Chimalistac. Para sobrevivir Santa se ve obligada a emplearse en un prostíbulo, hecho que la convertirá en una mujer cínica y desgraciada. En el burdel, Santa se encuentra inmersa en un triángulo amoroso, ya que está enamorada del torero Jarameño (Juan José Martínez Casado) quien la desprecia, pero es además amada secretamente por el pianista ciego del lugar, Hipólito (Carlos Orellana).

## Reparto
- Lupita Tovar, como Santa.
- Carlos Orellana, como Hipólito.
- Juan José Martínez Casado, como Jarameño.
- Donald Reed, como Marcelino.
- Mimí Derba, como "Elvira".